# Louis Théodore Gouvy
Louis Théodore Gouvy (3. juli 1819 i Goffontaine, i dag Saarbrücken-Schafbrücke – 21. april 1898 i Leipzig) var en tysk-fransk romantisk komponist
Gouvy studerede oprindelig jura, men i Paris
vaktes hans interesse for musik, og han
besluttede at gøre denne kunst til sit fag. Efter et
treårigt teoretisk kursus så Gouvy sig i stand
til at opholde sig i længere tid i Tyskland, hvis
musik fik afgørende indflydelse på ham, og i
Italien.
Efter sin tilbagekomst til Paris opførte
han en del egne kompositioner, der vandt
megen anerkendelse. Senere har han ladet sine,
særlig af Mendelssohn påvirkede
kompositioner opføre dels i Paris, dels i tyske musikbyer.
De omfatter 7 symfonier, ouverturer, kantater
og navnlig korværker (Golgatha, Asléga,
Fruhlings Erwachen, Missa brevis), samt
kammermusik og sange.

## Udvalgte værker
- Symfoni nr. 1 (i Eb-dur) (1845) - for orkester
- Symfoni nr. 2 (i F-dur) (1848) - for orkester
- Symfoni nr. 3 (i C-dur) (1850) - for orkester
- Symfoni nr. 4 (i D-mol) (1855) - for orkester
- Symfoni nr. 5 (i Bb-dur) (1868) - for orkester
- Symfoni nr. 6 (i G-mol) (1889-1892) - for orkester
- "Lille" Symfoni (Variationer og rondo) (1855) - for orkester
- Sinfonietta (i D-dur) (1885) - for orkester
- "Jeanne d'Arc" (Koncert overture) (1858) - for orkester
- "Symfonisk fantasi" (i G-mol) (1879) - for orkester